# Alicja Lewicka-Szczegóła
Alicja Lewicka-Szczegóła – polska specjalistka w zakresie instalacji, fotografii, wideo, dr hab. sztuk plastycznych, profesor nadzwyczajny Instytutu Sztuk Wizualnych i dziekan Wydziału Artystycznego Uniwersytetu Zielonogórskiego.

## Życiorys
W 1992 ukończyła studia graficzne w Państwowej Wyższej Szkole Sztuk Plastycznych w Poznaniu, natomiast 20 marca 2000 obroniła pracę doktorską Flaga prywatna - tożsamość zapożyczona, 6 października 2008 habilitowała się na podstawie oceny dorobku naukowego i pracy zatytułowanej Lampka nocna. Została zatrudniona na stanowisku adiunkta w Państwowej Wyższej Szkole Zawodowej w Głogowie, oraz w Instytucie Sztuki i Kultury Plastycznej na Wydziale Artystycznym Uniwersytetu Zielonogórskiego, gdzie prowadzi Pracownię Rysunku i Intermediów.
W latach 2011-2014 pełniła funkcję dyrektora Instytutu Sztuk Wizualnych i profesora nadzwyczajnego, a od 2016 roku funkcję prodziekana na Wydziale Artystycznym Uniwersytetu Zielonogórskiego. Od 2020 roku pełni funkcję dziekana Wydziału Artystycznego Uniwersytetu Zielonogórskiego.